# Aïn Tindamine
Aïn Tindamine est une commune de la wilaya de Sidi Bel Abbès en Algérie.

## Toponymie
Le nom du lieu est un toponyme composé arabo-berbère : [Aïn] signifie en arabe "la source d'eau", tandis que [Tindamine] se rapporte à la racine berbère [NDM] qui se rapporte au sommeil. Le sens du nom du lieu serait donc : "la source narcotique"

## Géographie

### Situation
Aïn Tindamine est une localité qui se situe à 71 km au Sud-Ouest de la ville de Sidi Bel Abbès.
| El Haçaiba | El Haçaiba; Mezaourou | Telagh |
| El Haçaiba | Aïn Tindamine         | Telagh |
| Oued Sebaa | Oued Sebaa            | Dhaya  |

### Lieux-dits, hameaux, et quartiers
Lieux-dits, hameaux, et quartiers :
- Aïn Tindamine
- El Aouinet